# De bør forelske Dem
De bør forelske Dem er en dansk komediefilm fra 1935.
- Manuskript og instruktion Lau Lauritzen Sr.
- Tonemester Poul Bang
- Musik Erik Fiehn
- Fotograf Einar Olsen

Blandt de medvirkende kan nævnes:
- Henrik Bentzon
- Illona Wieselmann
- Holger Reenberg
- Johannes Meyer
- Knud Almar
- Lis Smed
- Else Jarlbak
- Sigfred Johansen
- Einar Juhl
- Aage Foss
- Sigurd Langberg
- Erika Voigt
- Charles Tharnæs
- Berthe Qvistgaard
- Randi Michelsen